# ريتشارد أوليفر (سياسي)
ريتشارد أوليفر (بالإنجليزية: Richard Oliver)‏ هو سياسي نيوزلندي، ولد في 21 فبراير 1830 في المملكة المتحدة، وتوفي في 1910. انتخب عضو مجلس النواب النيوزيلندي.